# Jules Solau
Guillaume (Jules) Solau (Brussel, 23 september 1863 - aldaar, 20 augustus 1937) was een Belgisch syndicalist en politicus voor de POB.

## Levensloop
Solau was vakbondssecretaris voor de sector van de bronswerkers en de Provinciale Federatie der Metaalbewerkers van Brabant (PFMB) en eindigde zijn loopbaan als secretaris-generaal van de Centrale der Metaalbewerkers. Hij was ook lid van de Algemene raad van de Belgische Werkliedenpartij.
Hij werd gemeenteraadslid van Brussel (1898). In 1921 werd hij verkozen tot socialistisch senator voor het arrondissement Brussel. Hij vervulde dit mandaat tot aan zijn dood.